# ツアー・ダウンアンダー

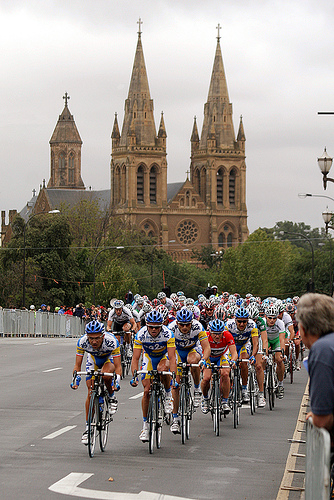
2007年

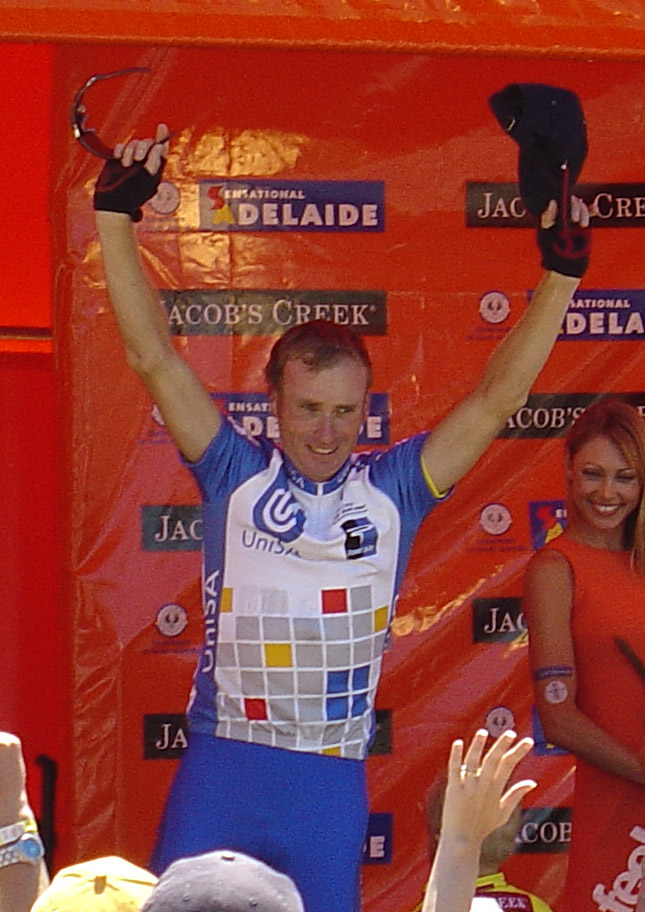
2004年の優勝者パトリック・ヨンケル

ツアー・ダウンアンダー（英語: Tour Down Under）は、オーストラリア・南オーストラリア州のアデレード周辺地域を舞台に行われる自転車のステージレース。
毎年1月第3火曜日に開幕し、日曜日までの6日間に亘って行われる。ただし初日の2日前の日曜日に顔見せとしての「ダウンアンダー・クラシック」（UCIグレード認定無し）という、ダウンアンダーの総合成績には含まれないクリテリウムレースも行われるため、実質7日間のレースとなる。2008年の開催より、UCIプロツアーに組み込まれることになり、同年のUCIプロツアー開幕戦であると同時に、UCIプロツアー史上初めて、欧州以外で行われる同制度対象レースとなった。
1999年に第1回を開催。2005年にUCIオセアニアツアーに組み込まれることになったが、例年このレースを開催するためのセレモニーが盛大に行われることで有名。別名、「アクティブツアー」とも呼ばれている。また丁度開催時期はオーストラリアでは夏場にあたることから、最近では著名選手の出場が少なくないことも背景にあり、従前のUCIオセアニアツアーから格上げされる形でUCIプロツアーに組み込まれることになった。
当初はコースレイアウトはステージ途中には起伏があるものの、全ステージのゴール前3kmがフラットと言っていいほど起伏が少なく、ステージ上位3人にボーナスタイムもあるため、総合優勝者の中には純スプリンターも入るほどのスプリンター有利なレイアウトであった。その後は標高374mのウィランガ・ヒル（登坂距離3.6km、平均勾配7.1%）への頂上ゴールのステージが設けられるようになり、このステージが総合優勝を決めるステージとなる例が増えた。
レースディレクターは、1984年ロサンゼルス五輪4000m団体追い抜き金メダリストのマイケル・ターター。
個人総合ジャージの色はオークル、ジャージスポンサーはサントス・リミテッド社である。
日本ではJ Sportsにて1ステージ30分のダイジェスト版が放映されていたが、2018年以降は生放送が行われている。

## 歴代優勝者
| 年     | 優勝者                                                     | 国籍                                                       | 区間数                                                     |
| ------ | ---------------------------------------------------------- | ---------------------------------------------------------- | ---------------------------------------------------------- |
| 1999年 | スチュアート・オグレディ                                   | オーストラリア                                             | 6                                                          |
| 2000年 | ジル・マニャン                                             | フランス                                                   | 6                                                          |
| 2001年 | スチュアート・オグレディ                                   | オーストラリア                                             | 6                                                          |
| 2002年 | マイケル・ロジャース                                       | オーストラリア                                             | 6                                                          |
| 2003年 | ミケル・アスタルロサ                                       | スペイン                                                   | 6                                                          |
| 2004年 | パトリック・ヨンケル                                       | オランダ                                                   | 6                                                          |
| 2005年 | ルイス・レオン・サンチェス                                 | スペイン                                                   | 6                                                          |
| 2006年 | サイモン・ジェラン                                         | オーストラリア                                             | 6                                                          |
| 2007年 | マルティン・エルミガー                                     | スイス                                                     | 6                                                          |
| 2008年 | アンドレ・グライペル                                       | ドイツ                                                     | 6                                                          |
| 2009年 | アラン・デイヴィス                                         | オーストラリア                                             | 6                                                          |
| 2010年 | アンドレ・グライペル                                       | ドイツ                                                     | 6                                                          |
| 2011年 | キャメロン・マイヤー                                       | オーストラリア                                             | 6                                                          |
| 2012年 | サイモン・ジェラン                                         | オーストラリア                                             | 6                                                          |
| 2013年 | トム＝イェルト・スラフテル                                 | オランダ                                                   | 6                                                          |
| 2014年 | サイモン・ジェラン                                         | オーストラリア                                             | 6                                                          |
| 2015年 | ロハン・デニス                                             | オーストラリア                                             | 6                                                          |
| 2016年 | サイモン・ジェラン                                         | オーストラリア                                             | 6                                                          |
| 2017年 | リッチー・ポート                                           | オーストラリア                                             | 6                                                          |
| 2018年 | ダリル・インピー                                           | 南アフリカ共和国                                           | 6                                                          |
| 2019年 | ダリル・インピー                                           | 南アフリカ共和国                                           | 6                                                          |
| 2020年 | リッチー・ポート                                           | オーストラリア                                             | 6                                                          |
| 2021年 | 新型コロナウイルス感染症の世界的流行 (2019年-)により未開催 | 新型コロナウイルス感染症の世界的流行 (2019年-)により未開催 | 新型コロナウイルス感染症の世界的流行 (2019年-)により未開催 |
| 2022年 | 新型コロナウイルス感染症の世界的流行 (2019年-)により未開催 | 新型コロナウイルス感染症の世界的流行 (2019年-)により未開催 | 新型コロナウイルス感染症の世界的流行 (2019年-)により未開催 |
| 2023年 | ジェイ・ヴァイン                                           | オーストラリア                                             | 6                                                          |
| 2024年 | スティーブン・ウィリアムズ                                 | イギリス                                                   | 6                                                          |
| 2025年 | ジョナタン・ナルバエス                                     | エクアドル                                                 | 6                                                          |